# Іванус Віктор Дмитрович
Віктор Дмитрович Іва́нус (нар. 8 вересня 1953, Гоголеве) — український артист балету, балетмейстер; заслужений артист України з 1995 року.

## Життєпис
Народився 8 вересня 1953 року в селі Гоголевому (нині Миргородський район Полтавської області, Україна). 1972 року закінчив Дніпропетровське театральне училище, де навчався у класі В. Дмитрова.
З 1972 року — у Ризі артист Ансамблю пісні і танцю Прибалтійського військового округу; протягом 1974—1996 років — у Києві соліст балету Державного народного хору імені Григорія Верьовки. Виконував сольні партії у постановках: «Гопак», «Голубка», «Гулянка», «Запорожці», «Російський танок», «Бойки», «Дуботанець». З хором гастролював у Мексиці, Бразилії, Іспанії, Швейцарії, Бельгії, Монако, Франції, Сполучених Штатах Америки, Канаді та інших країнах. З 1996 року — засновник та художній керівник київського дитячого хореографічного ансамблю «Пролісок». З ансамблем гастролював у Польщі, Німеччині, Нідерландах, Бельгії, Франції, Росії та Великій Британії.